# Augustinern 16 (Quedlinburg)

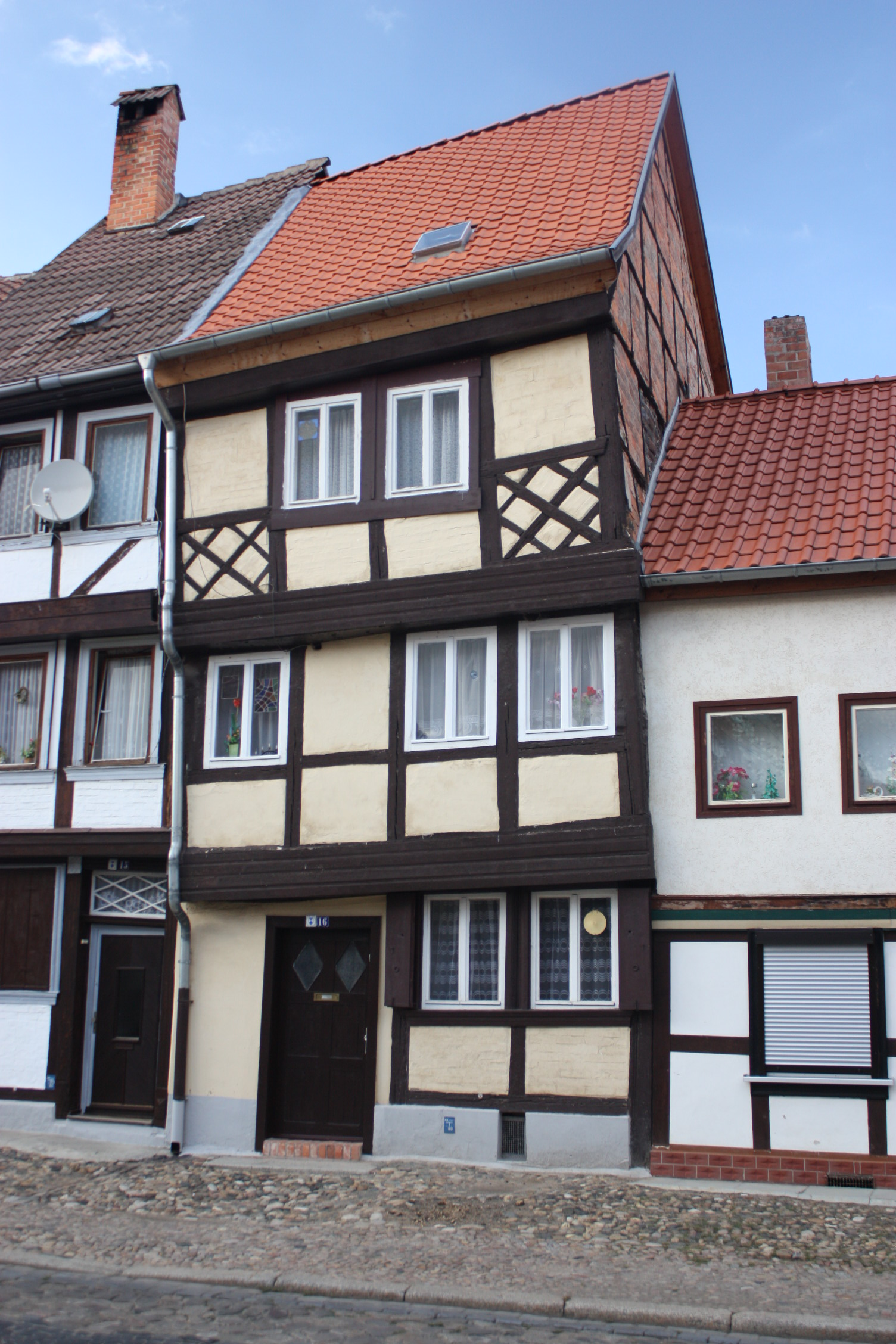
Haus Augustinern 16

Das Haus Augustinern 16 ist ein denkmalgeschütztes Gebäude in der Stadt Quedlinburg in Sachsen-Anhalt.

## Lage
Es befindet sich im nördlichen Teil der historischen Quedlinburger Neustadt und gehört zum UNESCO-Weltkulturerbe. Im Quedlinburger Denkmalverzeichnis ist es als Wohnhaus eingetragen. Westlich grenzt das gleichfalls denkmalgeschützte Haus Augustinern 15 an.

## Architektur und Geschichte
Das schmale dreigeschossige Fachwerkhaus entstand in der Zeit um 1680. Auffällig sind die in den äußeren Brüstungsfeldern des dritten Geschosses eingefügten Rautenkreuze. Im 19. Jahrhundert erfolgte ein Umbau des Hauses. In dieser Zeit entstanden die profilierten Gesimsbohlen sowie die Fensterläden und die Haustür.